# مرسيدس بنز الفئة جي إل إيه
مرسيدس بنز الفئة جي إل إيه (بالإنجليزية: Mercedes-Benz GLA-Class)‏ هي سيارة من صناعة مرسيدس بنز، أنتجت في 2013.